# Rozdroże nad Żabim Potokiem

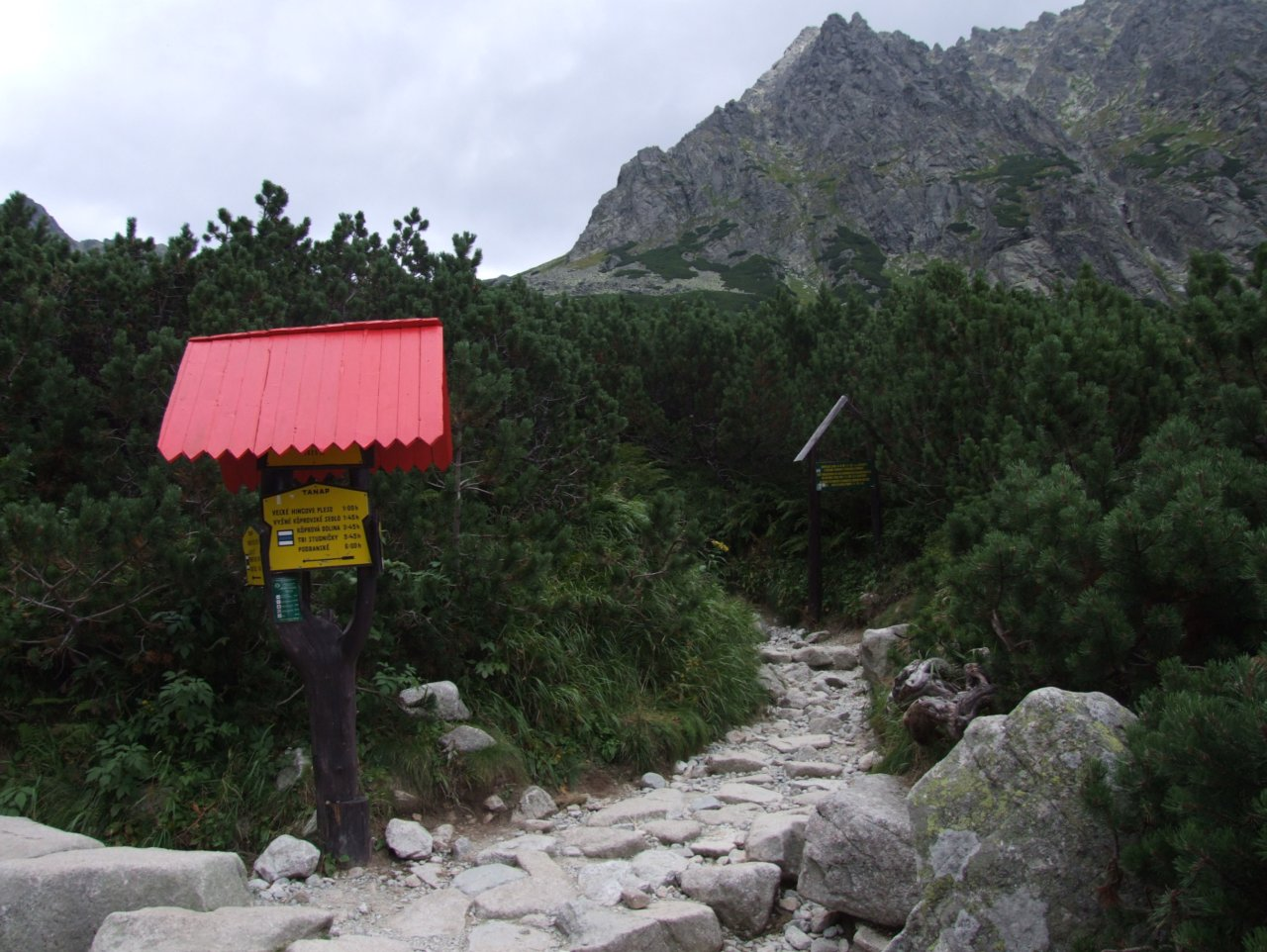
Rozdroże nad Żabim Potokiem

Rozdroże nad Żabim Potokiem (słow. Rázcestie nad Žabím potokom) – rozdroże szlaków turystycznych w Dolinie Mięguszowieckiej w słowackich Tatrach Wysokich. Położone jest wśród kosodrzewiny w środkowej części tej doliny na wysokości 1620 m, w widłach dwóch odnóg Żabiego Potoku Mięguszowieckiego, który nieco poniżej tego rozdroża uchodzi do Hińczowego Potoku. Na rozdrożu tym od niebieskiego szlaku wiodącego przez całą Dolinę Mięguszowiecką odgałęzia się czerwony szlak na Rysy.

## Szlaki turystyczne
– niebieski szlak od stacji Popradské pleso Tatrzańskiej Kolei Elektrycznej, przez Rozdroże przy Popradzkim Stawie i Rozdroże nad Żabim Potokiem na Koprową Przełęcz
- Czas przejścia od stacji kolejki do Rozdroża nad Żabim Potokiem: 1:40 h, ↓ 1:25 h
- Czas przejścia od rozdroża na Koprową Przełęcz: 2:10 h, ↓ 1:40 h

  – czerwony na Rysy. Czas przejścia od rozdroża na Rysy: 3:20 h, ↓ 2:30 h